# Dehors devant la porte

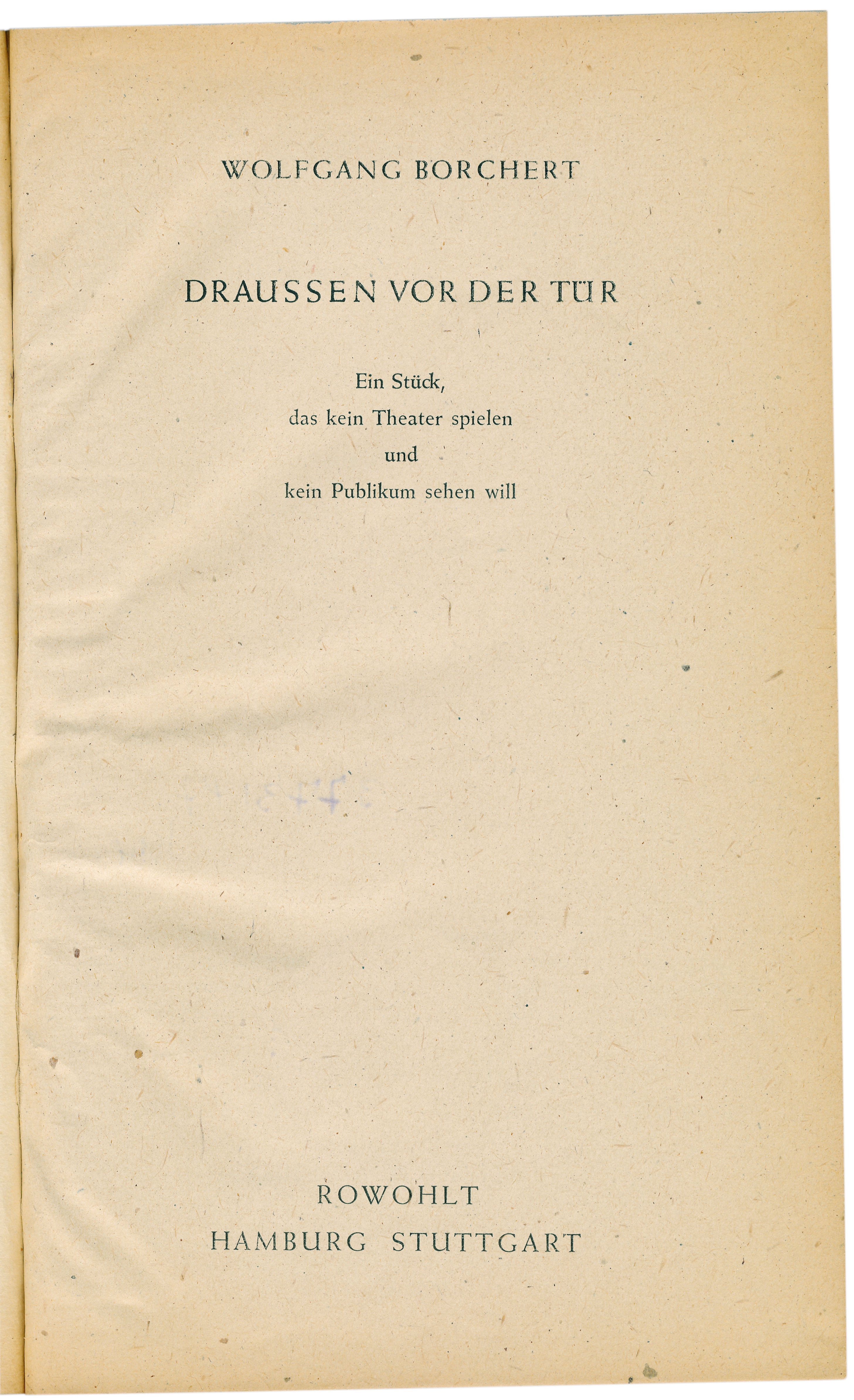
Couverture du texte dans sa version originale (en allemand)

Dehors devant la porte (en allemand Draußen vor der Tür) est une pièce radiophonique qui est ensuite devenue une pièce de théâtre de 1947 en un acte et cinq scènes de Wolfgang Borchert. Draußen vor der Tür appartient au courant littéraire allemand qu'on a dénommé Trümmerliteratur (« la littérature des ruines »). En dépit de son sous-titre « Une pièce qu'aucun théâtre ne veut jouer et qu'aucun public ne veut voir », la pièce connut un grand succès dès ses premières représentations.

## Origine et élaboration
Wolfgang Borchert a écrit Dehors devant la porte en janvier 1947 en 8 jours. La pièce fut d'abord une pièce radiophonique. La première eut lieu le 13 février 1947 à la Nordwestdeutscher Rundfunk (NWDR, Radio nord-ouest-allemande). La première présentation théâtrale (mise en scène par Wolfgang Liebeneiner au Hamburger Kammerspiele) eut lieu le 21 novembre 1947, le lendemain de la mort de l'auteur.
La pièce fut filmée en 1949 sous le titre Liebe 47 (réalisation Wolfgang Liebeneiner, avec Karl John dans le rôle de Beckmann et Hilde Krahl dans celui d'Anna Gehrke). La pièce a aussi été filmée pour la chaîne de télévision NDR.
Elle a été traduite dans de nombreuses langues.

## Contexte
L'action se déroule à Hambourg en 1945, au sortir de la Seconde Guerre mondiale. Un homme de 25 ans nommé Beckmann revient d'un camp de prisonniers de Sibérie où il a été interné trois ans. Il boite, car il a perdu une rotule pendant la guerre, et est frigorifié. À son retour, tout est différent de ce qu'il avait quitté. Il est l'un « de ceux-là, qui rentrent à la maison et qui en fait ne rentrent pas à la maison, parce qu'il n'y a pour eux plus de maison. Leur maison à eux est dehors derrière la porte ». « Leur Allemagne est dehors, dans la nuit pluvieuse, dans la rue. »

## Personnages
- Beckmann, un de ceux-ci[4]
- Sa femme, qui l'a oublié
- Son ami, qui l'aime [elle]
- Une fille, dont le mari est rentré à la maison sur une jambe
- Son mari qui a rêvé d'elle pendant mille nuits
- Un colonel qui est très rieur
- Sa femme, qui a froid dans sa maison chaude
- La fille qui est déjà au repas du soir
- Son mari fringant
- Un directeur de cabaret qui aimerait bien être courageux, mais qui est en fait couard
- Madame Kramer, qui n’est rien de plus que Madame Kramer, c'est [justement] ce qui est si effrayant
- Le vieil homme, en qui plus personne ne croit
- Un entrepreneur de pompes funèbres, avec son hoquet
- Un balayeur, qui ne l'est pas
- L'autre, que tout le monde connaît
- L'Elbe[5]

## Résumé

### Prologue
Quelqu'un voit un homme près du ponton. Pour lui, ce ne peut être qu'un poète ou alors un amoureux. Mais il est seul, ce n'est donc pas un amoureux, et il est trop près de l'eau, ce n'est pas un poète. Ce serait alors un de ces hommes qui veulent en finir avec la vie… Il saute. Le témoin de cette scène est un concessionnaire de pompes funèbres (qui est une personnification de la mort), il s'approche d'un vieil homme (Dieu) discutent à propos de celui qui vient de se suicider. C'est ce que font beaucoup de jeunes hommes au retour de la guerre, il n'est donc pour le concessionnaire de pompe funèbre qu'un parmi beaucoup d'autres. Le vieil homme se plaint de rien pouvoir y changer : personne ne croit plus en lui (il est « le dieu en lequel plus personne ne croit »), il est jaloux de la Mort, aimée, crainte et respectée. Les rots de la Mort ponctuent le prologue : elle a en effet pris du poids car « l'affaire marche et est florissante » dans ce siècle meurtrier.

### Le rêve
Beckmann a plongé dans le fleuve pour mettre fin à ses jours. À l'Elbe qui désire savoir ce à quoi il aspire, il répond « Pioncer. Là-haut, à la surface, je ne tiens plus. Je ne supporte plus. C'est pioncer que je veux. Etre mort, toute la vie. Et pioncer. Enfin pioncer en paix. Pioncer dix mille nuits d'affilée ».

« Die Elbe : [...]. Was willst du hier ?
Beckmann : Pennen. Da oben halte ich das nicht mehr aus. Das mache ich nicht mehr mit. Pennen will ich. Tot sein. Mein ganzes Leben lang tot sein. Und pennen. Endlich in Ruhe pennen. Zehntausend Nächte pennen. »

— Wolfgang Borchert, Draußen vor der Tür, Der Traum, p. 11
Mais l'Elbe lui répond résolument qu'il ne peut rester. Cette vieille femme (L'Elbe) lui conseille de vivre d'abord.
"Lebe erst Mal. Lebe erst Mal" ("Commence par vivre. Commence par vivre.")
Il est trop jeune, et une jambe raide (la perte d'une de ses rotules pendant la guerre le force à boiter) n'est pas un prétexte suffisant pour pouvoir rester et mourir. Le protagoniste est donc rejeté sur la berge de Blankenese (un quartier qui borde le fleuve en aval de Hamburg).

### Scène 1
Beckmann repose sur la plage où se trouve aussi L'Autre, son alter ego optimiste, qui jouera aussi au cours de la pièce le rôle d'antagoniste à Beckmann. Ce dernier est désespéré et est, depuis la guerre et l'internement en Sibérie, empli d'un certain fatalisme. L'autre compatit à toutes les souffrances énumérée par le protagoniste : sa femme l'a quitté pour un autre homme, son fils est mort et gît quelque part sous les décombres; à cause de sa jambe raide, il ne peut oublier la guerre. L'Autre lui demande son prénom, mais Beckmann ne veut pas répondre. Il dit être simplement "Beckmann". Une jeune femme entend Beckmann parler, et se prend de pitié pour cet homme trempé. Elle trouve sa voix désespérée et triste, elle lui propose des habits secs, chez elle. Elle emmène donc l'homme trempé et frigorifié, qu'elle nomme affectueusement et presque amoureusement « Poisson ». Un narrateur commente la scène et affirme que l'envie de suicide est bien vite passée : « plus aucun homme ne veut mourir, car il y a de la pitié » (Jeder wollte sich umbringen, und jetzt will kein Mensch sterben mehr, weil es Mitleid gibt…)

### Scène 2
Beckmann et la femme sont arrivés chez elle. Elle le retrouve en train de mettre ses lunettes qui se trouvent être des lunettes de masque à gaz. Ce sont les seuls qu'il détient et ne voit rien sans. La femme les lui enlève car elle trouve ça bien trop inquiétant que de voir sans cesse un homme portant de telles lunettes. Sa vue est donc floue et il ne distingue pas tout ce qu'il y a autour de lui. La femme lui apporte une large veste sèche. Elle appartenait à son mari (à la femme) qui a disparu à Stalingrad il y a près de 3 ans. Beckmann est pris d'effroi. Il est en train de vivre la situation qu'il a vécu avec sa femme : il prend la place d'un autre homme au foyer. Il se sent mal à l'aise et veut immédiatement retirer cette veste. Il entend alors des bruits de pas, une voix : celle du mari de la femme. La femme panique, Beckmann semble effrayé. L'homme, boitant, qu'il nomme le "géant" car la veste était très large ("Der Riese"), lui demande ce qu'il fait ici, à sa place, chez sa femme. L'homme semble reconnaître Beckmann et lui répète son nom, de plus en plus fort. Un sentiment de culpabilité se crée en Beckmann qui fuit alors de la maison. Il rencontre alors à nouveau l'Autre, son alter ego. Il empêche Beckmann de sauter encore dans l'Elbe, se suicider. L'Autre lui dit que ce n'est pas ce qu'il veut, qu'il doit remonter la rue et aller voir un homme qui a toujours fait son devoir, quelqu'un qui peut sûrement l'aider.